# Acosmetoptera raharizoninai
Acosmetoptera raharizoninai is een vlinder van de familie van de uilen (Lasiocampidae). De wetenschappelijke naam van deze soort is voor het eerst voorgesteld als Phoenicladocera raharizoninai door Yves de Lajonquière in een publicatie uit 1970. De spanwijdte van het mannetje bedraagt 37 tot 45 millimeter en van het vrouwtje 56 tot 60 millimeter.
De soort komt voor op Madagaskar.